# Roberto Guerra (Schauspieler)
Roberto Guerra (* 25. Juli 1972 in St. Gallen) ist ein Schweizer Theater- und Filmschauspieler sowie Synchronsprecher mit italienischen Wurzeln.

## Leben
Von 1995 bis 1999 studierte Roberto Guerra an der Hochschule für Schauspielkunst „Ernst Busch“ Berlin. Nach seinem Studium gehörte er bis 2003 dem Ensemble des Theaters Basel unter Stefan Bachmann an. Gleichzeitig begannen Auftritte in Fernsehfilmen und Serien. Ab 2004 war er mit verschiedenen Theaterproduktionen im deutschsprachigen Raum unterwegs.
2016 gründete er mit seiner Partnerin Kristina Spitzley die Produktionsfirma cabirio productions, die sich vor allem mit der Produktion von Kurzfilmen und Musikvideos befasst.
Im Februar 2021 war Guerra Teil der Initiative #ActOut im SZ-Magazin, zusammen mit 184 anderen lesbischen, schwulen, bisexuellen, queeren, intergeschlechtlichen und transgender Personen aus dem Bereich der darstellenden Künste. Roberto Guerra lebt in Berlin.

## Filmografie (Auswahl)
- 1999: Sternschnuppe
- 2001: Sinan Toprak ist der Unbestechliche (Fernsehserie, 1 Folge)
- 2003: Alles wird gut
- 2004: Last Minute
- 2005: Freunde für immer – Das Leben ist rund! (Fernsehserie, 6 Folgen)
- 2006: Meine bezaubernde Feindin
- 2006: Bersten
- 2006: Chicken Mexicaine
- 2007: Schönen Tag, Marie (Kurzfilm)
- 2007: Verliebt in Berlin (Fernsehserie, 2 Folgen)
- 2007: Familie Dr. Kleist (Fernsehserie, 1 Folge)
- 2008: Liebe macht Sexy
- 2009–2018: Pastewka (Fernsehserie, 3 Folgen)
- 2009: Doctor’s Diary (Fernsehserie, 1 Folge)
- 2009: Großstadtrevier (Fernsehserie, 1 Folge)
- 2009: Die Legende von Loch Ness
- 2010: Lichtblau – Neues Leben in Mexiko
- 2010: Visus – Expedition Arche Noah
- 2012: Krokodil
- 2012: Das Geheimnis der Nudelsuppe (Kurzfilm)
- 2012: SOKO Stuttgart (Fernsehserie, 1 Folge)
- 2013: Tatort: Der Eskimo
- 2014: Die Staatsaffäre
- 2014: Morden im Norden (Fernsehserie, 1 Folge)
- 2014: Huck (Fernsehserie, 1 Folge)
- 2015: Tatort: Ihr werdet gerichtet
- 2015: Tatort: Schwanensee
- 2015: Der Bozen-Krimi: Das fünfte Gebot
- 2015: Heiter bis tödlich: Alles Klara (Fernsehserie, 1 Folge)
- 2015: Dantes Inferno
- 2017: Liebesfilm
- 2017: Urlaub mit Mama
- 2018: Tatort: Zeit der Frösche
- 2020: Tatort: Unter Wölfen
- 2021: Talponi (Kurzfilm)
- 2021: Tarantella

## Theater (Auswahl)
- 2002: Der Sturm, Theater Basel, Regie: Stefan Bachmann
- 2002: John Gabriel Borkmann, Theater Basel/Berliner Theatertreffen, Regie: Sebastian Nübling
- 2003: Der seidene Schuh, Theater Basel/Ruhrtriennale, Regie: Stefan Bachmann
- 2006: Das Gespenst von Canterville, Theater Luzern, Regie: Mathis Kramer-Länger
- 2008: Absolut Zürich, Neumarkt Theater Zürich, Regie: Christina Rast, Andreas Storm
- 2009: Sommernachtstraum, Theater Klagenfurt, Regie: Josef E. Köpplinger
- 2010: Die Walsche, Vereinigte Bühnen Bozen, Regie: Thorsten Schilling
- 2011: Geri, Schauspielhaus Zürich, Regie: Stefan Bachmann
- 2012: The Boss of it all, Staatsschauspiel Hannover, Regie: Tom Kühnel
- 2013: Der Vorname, Renaissance-Theater Berlin, Regie: Antoine Uitdehaag
- 2013: Ich weiß nicht, zu wem ich gehöre, Renaissance-Theater Berlin, Regie: Torsten Fischer
- 2014: Hilda, Theater am Halleschen Ufer Berlin, Regie: Benjamin Kiss
- 2015: Freiheit – Eine Kuratorenoper, Regie: Patrick Frank
- 2018: Auf dünnem Eis, Regie: Holger Berg